# Morimospasma tuberculatum
Morimospasma tuberculatum är en skalbaggsart som beskrevs av Stefan von Breuning 1939. Morimospasma tuberculatum ingår i släktet Morimospasma och familjen långhorningar. Inga underarter finns listade i Catalogue of Life.